# Jens Raabe
Jens Johan Peter Stibolt Raabe, född den 14 maj 1861 på Østre Toten, död den 18 september 1939 i Oslo, var en norsk skolman och historisk författare, bror till Halfdan Raabe och far till Gunnar Raabe.
Raabe, som tog filologisk ämbetsexamen 1886, blev 1901 överlärare vid Kristiania borger- og realskole och 1916 vid  Fagerborg skole. Raabe författade många populära historiska arbeten, bland annat Middelalder og renæssance (1904), Solkongen i Versailles og l'ancien régime (1906), Den store revolution. La terreur (1907), Madame Roland og hendes samtid (1908), Revolutionens soldater (samma år), Napoleon (1909), Byen, træk af dens liv (1910) och Bismarck (1911).